# Scott Frank
Pour les articles homonymes, voir Frank.
Scott Frank (parfois crédité sous le nom de A. Scott Frank), est un producteur, scénariste et réalisateur américain né le 10 mars 1960 à Fort Walton Beach.

## Biographie

### Jeunesse
Scott Frank naît le 10 mars 1960 à Fort Walton Beach en Floride dans une famille juive,. Sa famille part ensuite vivre à Los Gatos en Californie où il fera ses études alors que son père travaille comme pilote pour la Pan Am. Scott Frank intègre l'université de Californie à Santa Barbara où il obtient en 1982 un Bachelor of Arts,,.

### Carrière
En 1981, alors qu'il est encore étudiant à l'université de Californie à Santa Barbara, Scott Frank a l'idée d'un script qui deviendra plus Le Petit Homme. Il se dit à l'époque, qu'au lendemain de la crise des otages en Iran, il y avait « une légère irritabilité face aux événements mondiaux de l'époque » et qu'un « enfant de huit ans donnait plus de sens au monde que Ted Koppel. » Après avoir obtenu son diplôme, il a travaillé comme barman tout en essayant de vendre le scénario, ce qui l'a finalement conduit à embaucher un agent, puis à être embauché par Paramount Pictures en 1984. Il faudra plusieurs années avant que le scénario ne soit réalisé. Entre-temps, il a produit pour la première fois un travail de scénariste avec le film de 1987 Plain Clothes de Martha Coolidge, qu'il décrira plus tard comme « horrible ». Little Man Tate sortira finalement en 1991 en tant que premier film réalisé par l'actrice Jodie Foster.
Scott Frank travaille ensuite sur divers scénarios Dead Again (1991) de Kenneth Branagh, Malice (1993) de Harold Becker, Get Shorty (1995) de Barry Sonnenfeld, Vengeance froide (1996) de Phil Joanou. Son travail sur Get Shorty lui vaut sa première nomination aux Golden Globes. Scott Frank attribue le succès de Get Shorty au regain d'intérêt pour le travail après une mauvaise expérience sur Malice et est particulièrement heureux en tant que fan de longue date des romans d'Elmore Leonard qui n'avait selon lui pas reçu d'adaptations cinématographiques satisfaisantes auparavant. Le succès du film avec John Travolta lui permet de travailler sur une autre adaptation d'Elmore Leonard, Hors d'atteinte (1998) de Steven Soderbergh, avec George Clooney et Jennifer Lopez. Le film ne sera cependant pas un succès commercial, malgré des critiques élogieuses. Son travail sur le film lui rapporte plusieurs distinctions dont une nomination à l'Oscar du meilleur scénario adapté ou encore le prix Edgar-Allan-Poe du meilleur scénario.
Scott Frank est ensuite recruté par Steven Spielberg pour travailler sur le script de Minority Report, d'après la nouvelle du même nom de Philip K. Dick. Il décrira cette expérience comme « un scénario très difficile à écrire car il était chargé de détails techniques. » Il réalisé par ailleurs certains plans du film avec la seconde équipe, un domaine du cinéma dans lequel il envisageait de se lancer depuis un certain temps. Il remporte pour Minority Report le Saturn Award du meilleur scénario et plusieurs nominations. Après cela, il participe à l'écriture de L'Interprète (2005) de Sydney Pollack et Marley et moi (2008) de David Frankel. Scott Frank décrit ce dernier comme un film sur lequel il ne se serait pas imaginé travailler mais pour lequel il a développé un vrai attachement.
Scott Frank fait ses débuts de réalisateur en 2007 avec The Lookout, d'après un script développé en 1998 initialement pour Sam Mendes. Ce dernier avait préféré faire Les Sentiers de la perdition mais l'avait encouragé à le mettre lui-même en scène. Scott Frank avait un temps tenté de le proposer à Sydney Pollack, avec lequel il avait travaillé sur L'Interprète (2005), qu'il considère comme un mentor. Scott Frank remporte l'Independent Spirit Award sur meilleur premier film. Il participe à l'écriture de Wolverine : Le Combat de l'immortel de James Mangold qui sort en 2013.
Sa seconde réalisation, Balade entre les tombes (A Walk Among The Tombstones), sort en 2014. Il s'agit d'une adaptation d'un roman de Lawrence Block mettant en scène le personnage de Matt Scudder ici incarné par Liam Neeson. À sa sortie, le film reçoit des critiques mitigées et ne réalise pas de grosses performances au box-office.
En janvier 2016, Scott Frank publie son premier roman Shaker, un polar publié par Penguin Random House,,. Il retrouve ensuite James Mangold pour Logan (2017) qui lui vaut sa seconde nomination à l'Oscar du meilleur scénario adapté.
Scott Frank développe ensuite la mini-série Godless, initialement prévu en film, pour HBO. La série, sur laquelle il est à la fois scénariste et réalisateur, sera finalement diffusée en 2017 sur Netflix. Godless obtient de nombreuses nominations, dont le Directors Guild of America Award de la meilleure réalisation pour un téléfilm ou une mini-série et trois Primetime Emmy Awards. Le succès de Godless lui permet de proposer plusieurs projets à Netflix, dont une adaptation du roman Le Jeu de la dame de Walter Tevis qu'il avait avant cela tenté de faire pour le cinéma. La série Le Jeu de la dame, portée par Anya Taylor-Joy, est diffusée en 2020 et est un succès,. Il remporte ainsi le Primetime Emmy Award de la meilleure réalisation pour une mini-série ou un téléfilm en 2021.
Il développe ensuite la série Mister Spade (2024) avec Clive Owen.
En plus de ses participations créditées aux génériques des films, Scott Frank a officié comme script doctor non crédité sur de nombreux films : Il faut sauver le soldat Ryan, Haute Voltige (1999), L'Armée des morts (2004), La Nuit au musée (2006), Hunger Games : L'Embrasement (2013) ou encore Gravity (2013),. Il aurait ainsi travaillé sur environ 60 films et aurait parfois été payé 300 000 $ par semaine pour réécrire certains scripts.

## Filmographie
Sauf indication contraire, les informations mentionnées dans cette section peuvent être confirmées par la base de données cinématographiques IMDb,  présente dans la section « Liens externes ».

### Scénariste
- 1988 : Les Années coup de cœur (série télévisée) - 1 épisode
- 1988 : Plain Clothes de Martha Coolidge
- 1991 : Dead Again de Kenneth Branagh
- 1991 : The Walter Ego (court métrage) de John Putch
- 1991 : Le Petit Homme (Little Man Tate) de Jodie Foster
- 1993 : Fallen Angels (série télévisée) - 1 épisode
- 1993 : Malice de Harold Becker
- 1995 : Get Shorty de Barry Sonnenfeld
- 1996 : Vengeance froide (Heaven’s Prisoners) de Phil Joanou
- 1998 : Hors d'atteinte (Out of Sight) de Steven Soderbergh
- 2002 : Minority Report de Steven Spielberg
- 2004 : Le Vol du Phœnix (Flight of the Phoenix) de John Moore
- 2005 : L'Interprète (The Interpreter) de Sydney Pollack
- 2007 : The Lookout de lui-même
- 2008 : Marley et moi (Marley and me) de David Frankel
- 2013 : Wolverine : Le Combat de l'immortel (The Wolverine) de James Mangold
- 2014 : Balade entre les tombes (A Walk Among The Tombstones)
- 2014 : Hoke (téléfilm) de lui-même
- 2017 : Logan de James Mangold
- 2017 : Godless (mini série TV)
- 2018 : The Highwaymen de John Lee Hancock
- 2020 : Le Jeu de la dame (mini série TV de 7 épisodes)
- 2024 : Mister Spade (série TV)
- 2025 : Les Dossiers oubliés (Department Q) (série TV)

### Réalisateur
- 2007 : The Lookout
- 2011 : Shameless (série TV) - 1 épisode
- 2014 : Balade entre les tombes (A Walk Among The Tombstones)
- 2017 : Godless (mini série TV de 7 épisodes)
- 2020 : Le Jeu de la dame (mini série TV de 7 épisodes)
- 2024 : Mister Spade (mini-série TV) - 6 épisodes
- 2025 : Les Dossiers oubliés (Department Q) (série TV) -  9 épisodes

### Producteur
- 2001 : The Caveman's Valentine
- 2014 : Hoke (téléfilm) de lui-même
- 2017 : Godless (mini série TV de 7 épisodes)
- 2022 : Sans issue (No Exit) de Damien Power
- 2024 : Mister Spade (série TV)

## Distinctions principales
Sauf indication contraire, les informations mentionnées dans cette section peuvent être confirmées par la base de données cinématographiques IMDb,  présente dans la section « Liens externes ».

### Récompenses
- Boston Society of Film Critics Awards 1998 : meilleur scénario pour Hors d'atteinte
- Prix Edgar-Allan-Poe 1999 : meilleur scénario pour Hors d'atteinte
- Writers Guild of America Awards 1999 : meilleur scénario adapté pour Hors d'atteinte
- Saturn Awards 2003 : meilleur scénario pour Minority Report
- Film Independent's Spirit Awards 2008 : meilleur premier film pour The Lookout

### Nominations
- Golden Globes 1996 : meilleur scénario pour Get Shorty
- Oscars 1999 : meilleur scénario adapté pour Hors d'atteinte
- Satellite Awards 2007 : meilleur scénario original pour The Lookout